# Condado de Isabella
El condado de Isabella  (en inglés: Isabella County, Míchigan), fundado en 1831, es uno de los 83 condados del estado estadounidense de Míchigan. En el año 2000 tenía una población de 63.351 habitantes con una densidad poblacional de 43 personas por km². La sede del condado es Mount Pleasant. El condado fue nombrado por la reina Isabel la Católica (su nombre en inglés siendo Isabella).

## Geografía
Según la Oficina del Censo, el condado tiene un área total de 1497 km² (578 mi²), de la cual 1489 km² (574,9 mi²) es tierra y 8 km² (3,1 mi²) es agua.

## Demografía
En el 2000 la renta per cápita promedia del condado era de $34,262, y el ingreso promedio para una familia era de $45,943. El ingreso per cápita para el condado era de $16,242. En 2000 los hombres tenían un ingreso per cápita de $32,270 frente a los $24,180 que percibían las mujeres. Alrededor del 20.40% de la población estaba bajo el umbral de pobreza nacional.

## Lugares

### Ciudades
- Clare (parcial)
- Mount Pleasant

### Villas
- Rosebush
- Shepherd
- Lake Isabella

### Lugares designados por el censo
- Beal City
- Loomis
- Weidman

### Comunidades no incorporadas
- Blanchard
- Sherman City

### Municipios
- Municipio de Broomfield
- Municipio de Chippewa
- Municipio de Coe
- Municipio de Coldwater
- Municipio de Deerfield
- Municipio de Denver
- Municipio de Fremont
- Municipio de Gilmore
- Municipio de Isabella
- Municipio de Lincoln
- Municipio de Nottawa
- Municipio de Rolland
- Municipio de Sherman
- Municipio de Union Charter
- Municipio de Vernon
- Municipio de Wise